# Bresciai Arnold
Bresciai Arnold vagy Arnaldus eredeti nevén Arnaldo da Brescia  (1090, Brescia – 1155. június 18., Róma) az arnoldisták mozgalmának elindítója, Abélard tanítványa.

## Élete
Eredetileg nagy tehetségű, szónoki képességekkel rendelkező kanonok volt Bresciában. A pataria követeléseinek jegyében bírálta városa „méltatlan” papjait, a mértéktelenségüket és elvilágiasodásukat. Azt tanította, hogy a papság köteles apostoli szegénységben élni. Nemsokára menekülnie kellett.
Párizsban Pierre Abélard francia skolasztikus filozófus, teológus és himnuszköltő lelkes tanítványa lett, annak távozása után egy ideig maga is oktatott, diákjaival az evangéliumi egyszerűséget hirdette.
1140-ben a sensi zsinaton (de) Clairvaux-i Szent Bernát és Abélard vitájában az utóbbi mellé állt. A zsinat mindkettőjüket elítélte, Bresciai Arnoldot kolostorba zárták. Hamarosan kiszabadult és iskolát nyitott, ahol a tanait hirdette, ezért Szent Bernát kérésére kiűzték Franciaországból. A zürichi ágostonosok fogadták be. Egy időre megnyerte Konstanz püspökét is, de Szent Bernát figyelmeztetésére szakítottak vele. Közben Guido de Castello bíboros barátja lett és biztonságot talált nála. Meggyőződése volt, hogy az egyház romlottságának kútforrása a klérus világi hatalma és gyökeres javulást csak az egyházi és világi dolgoknak teljes, szigorú elkülönítése hozhat.
A pápaság világi hatalmát ellenző városi mozgalom egyik vezetője lett. Részt vett a renovatio senatushoz és III. Jenő pápa elűzéséhez vezető felkelésben, amely Rómát városköztársasággá alakította (1145).
I. Frigyestől támogatást remélt IV. Adorján pápával szemben, aki először száműzte, de később 1155-ben mint eretneket kivégezték. Fölakasztották, majd testét elégették és hamvait a Tiberisbe szórták.
Követői, az arnoldisták szétszóródtak, később beolvadtak az itáliai valdensek, a „lombardiai szegények” közé.